# 照片卡
照片卡（英語：Photocard），俗称小卡，最早是在偶像团体的实体专辑中，为了促进专辑的销量，而放入的印有偶像团体成员自拍或者是写真照片的纸片。而在一些偶像团体的周边商品中，也会有照片卡随着其他的周边商品一起售卖。

## 歷史
韓娛中專輯內照片卡的歷史，最早可追溯到2010年，少女時代的正規二輯《Oh!》中放入了隨機照片卡。而隨著這一舉措的實施，其他的組合也紛紛效仿，將照片卡放入專輯內。

## 類型
照片卡通常被分為多種類型，例如專輯內的隨機照片卡，售賣周邊时周邊內附贈的照片卡，也有參與音樂節目錄製時贈送的小卡於參與了演唱會的入場小卡或者是退場小卡。

## 亂象
許多照片卡因為圖片精美、數量稀少而其价格在一些二手交易平台（如閒魚等）遭到哄抬，而在照片卡交易中，也有人為了赚取利润，而將造假的照片卡當做真正的照片卡而進行售賣。
日本街頭出現大量SEVENTEEN  《17 IS RIGHT HERE》遭遺棄的專輯，他們被認為是為了收集全套照片卡而大量購買上百張專輯只拿取其中的照片卡，最後無處安放就遺棄至路邊。